# Jean Schlumberger (författare)

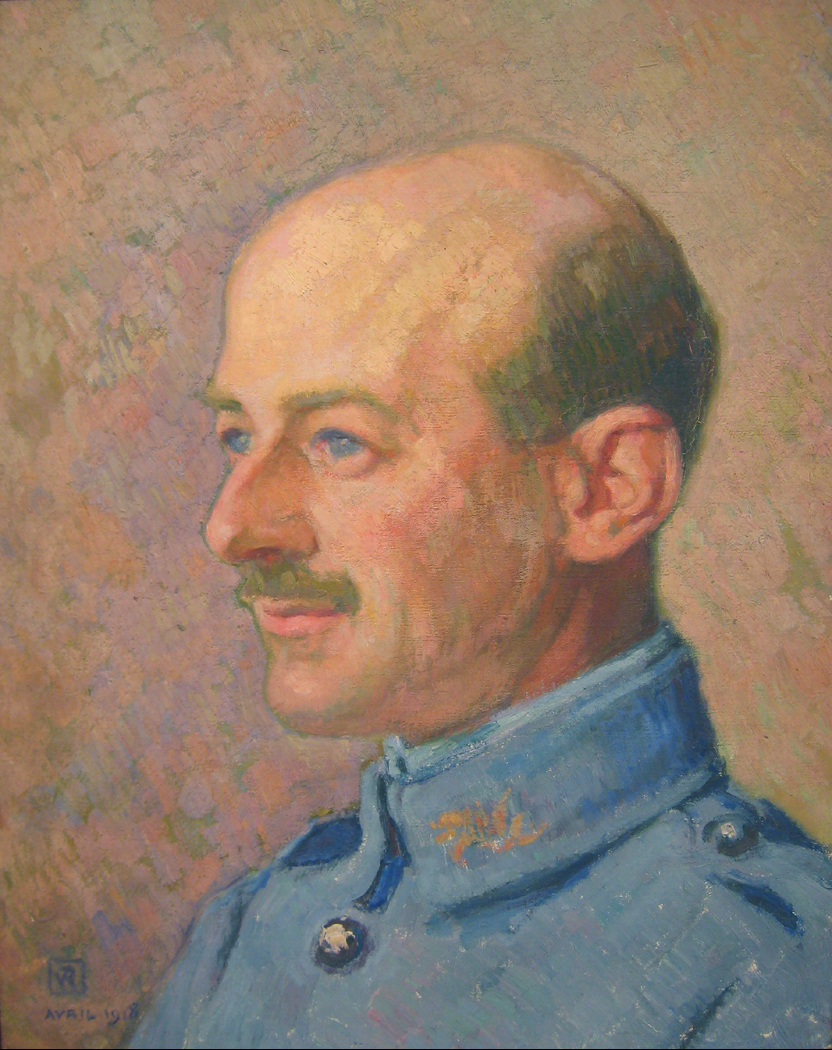
Jean Schlumberger. Målning av Théo van Rysselberghe.

Jean Schlumberger, född den 26 maj 1877 i Guebwiller i Alsace, död den 25 oktober 1968 i Paris, var en fransk författare.
Schlumberger debuterade 1903 med romanen Le mur de verre och diktsamlingen Poèmes des temples et des tombeaux. Han utgav senare bland annat Heureux qui comme Ulysse (1906), Epigrammes romaines (1910), L'inquiète paternité (1911), samt skådespelen On naît esclave! (1912, tillsammans med Tristan Bernard) och Les fils Louverné (1914). Först efter första världskriget hade Schlumberger utvecklat en helt självständig författarfysionomi. I romanerna Un homme heureux (1920) och Le Camarade infidèle (1922) gav han uttryck för de gnagande tvivlen hos de från kriget hemvändande. Han tillhörde författargruppen omkring André Gide.